# Чемпіонат світу з футболу 2006 (монета)
«Чемпіона́т сві́ту з футбо́лу 2006» — пам'ятна монета номіналом 2 гривні, випущена Національним банком України, присвячена чемпіонату світу з футболу на кубок FIFA 2006 року, який відбувся в Німеччині.
Монету введено в обіг 27 лютого 2004 року. Вона належить до серії «Спорт».

## Опис монети та характеристики
| Номінал грн. | Метал      | Маса, г | Діаметр, мм | Якість виготовлення | Гурт     | Тираж, штук |
| ------------ | ---------- | ------- | ----------- | ------------------- | -------- | ----------- |
| 2            | нейзильбер | 12,8    | 31,0        | звичайна            | рифлений | 50 000      |

### Аверс
На аверсі монети зображено м'яч у сітці воріт, угорі — малий Державний Герб України та напис «УКРАЇНА», праворуч від воріт розміщено написи: «2», «ГРИВНІ», «2004», та логотип Монетного двору Національного банку України.

### Реверс

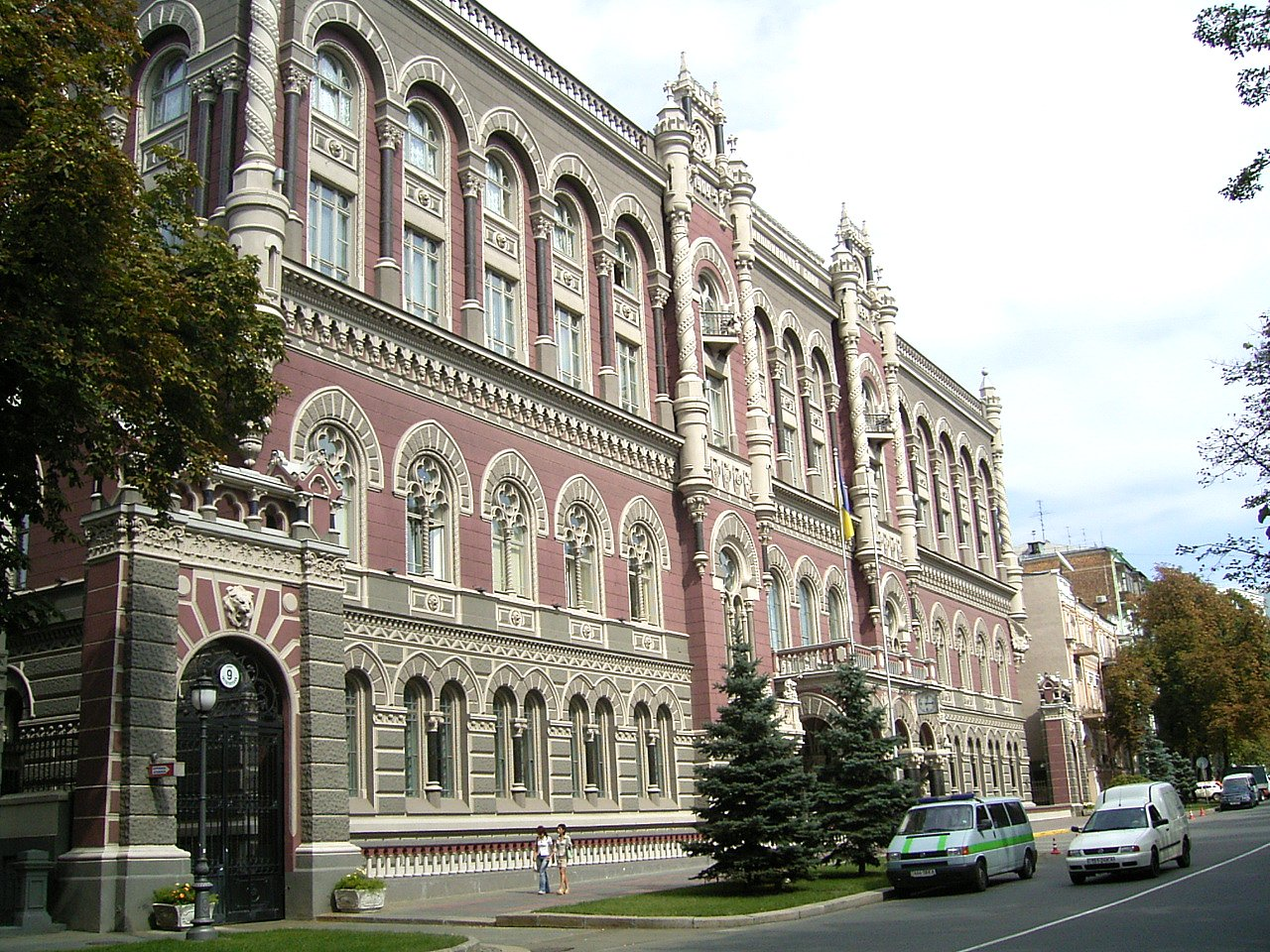
Будівля Національного банку України

На реверсі монети на тлі сітки воріт зображено футболіста та воротаря з м'ячем під час гри та унизу розміщено написи «2006», «ЧЕМПІОНАТ СВІТУ З ФУТБОЛУ», «НІМЕЧЧИНА», «2006».

## Автори
- Художники: Таран Володимир, Харук Олександр, Харук Сергій.
- Скульптор — Атаманчук Володимир.

## Вартість монети
Ціну монети — 2 гривні, встановив Національний банк України у період реалізації монети через його філії 2004 року.
Фактична приблизна вартість монети з роками змінювалася так:
| Рік        | 2010 | 2011 | 2012 | 2013 | 2014 | 2015 | 2016 | 2017 | 2018 | 2019 | 2020 | 2021 | 2022 | 2023 | 2024 | 2025 |
| ---------- | ---- | ---- | ---- | ---- | ---- | ---- | ---- | ---- | ---- | ---- | ---- | ---- | ---- | ---- | ---- | ---- |
| Ціна, грн. | 30   | 50   | 50   | 50   | 45   | 65   | 75   | 100  | 110  | 110  | 110  | 110  | 120  | 180  | 270  | 300  |